# Paddenpoel (water)

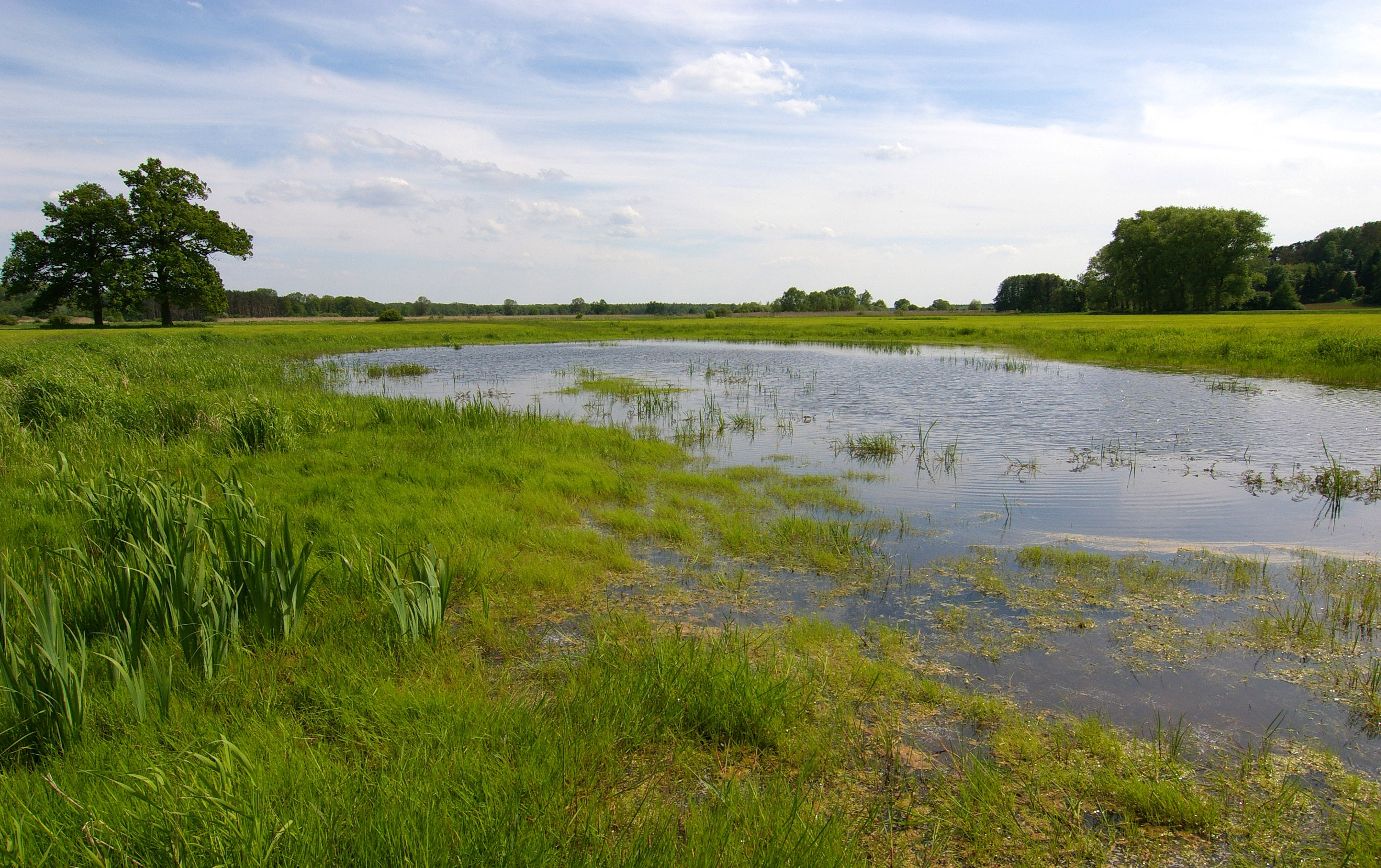
Voor amfibieën gunstig gesitueerde poel

Een paddenpoel ofwel amfibieënpoel is een kleine poel die plaatselijk minimaal één meter diep is en waar de omstandigheden geschikt zijn voor de voortplanting van kikkers, padden en salamanders. Ook voor sommige andere dieren, zoals libellen, zijn poel en omgeving een geschikte leefomgeving.

## Geschiedenis
Lang bestaande paddenpoelen zijn oorspronkelijk vaak gegraven als drinkplaats voor het vee. Sinds 1980 zijn er veel nieuwe poelen aangelegd in parken en natuurgebieden. Sommige werden zelfs 'meegenomen' in het ontwerp voor een nieuwe woonwijk. Ook creëren mensen wel een paddenpoel in hun achtertuin.

## Amfibieën
De meeste amfibieën overwinteren niet in een poel maar onder boomstronken of houtstapels, in de strooisellaag, in holen en gaten in de grond of in kelders. Zodra temperatuur en luchtvochtigheid in het voorjaar gedurende enige tijd boven een bepaald minimum stijgen komen de dieren tevoorschijn en begeven zich naar een nabijgelegen poel of ander water om zich voort te planten. Dit noemt men de amfibieëntrek. Salamanders zijn het eerst, daarna volgen massaal de gewone pad en de bruine kikker. De maximale trekafstand is ongeveer 1500 meter. Er wordt wel gezegd dat de dieren naar hun geboortewater teruggaan, maar dat is lang niet zeker.

## Beheer
Een poel dient om geschikt te zijn voor amfibieën een flauw aflopende noordoever te hebben zodat de zonnewarmte daar al vroeg in het voorjaar zorgt voor een aangename temperatuur. Amfibieën zijn koudbloedig en een glooiende oever is een plek waar ze zich kunnen opwarmen. Een paddenpoel mag niet in verbinding staan met water waarin vis leeft, de larven (kikkervisjes) worden dan opgegeten door de vissen. Bomen en struiken zijn direct rond een poel niet gewenst; ze houden zonnestraling tegen waardoor het water voor de voortplanting te laat op de juiste temperatuur komt. Ingewaaid blad zorgt bovendien voor een minder goede waterkwaliteit. Een gevarieerde kruidlaag rond het water met nectarplanten daarentegen is belangrijk omdat ze insecten aantrekt die als voedsel kunnen dienen voor de amfibieën. Een begroeiing met soorten als bies, gele lis en watermunt past goed bij een paddenpoel. Onderhoud, zoals het schonen om verlanding tegen te gaan, wordt in het najaar gedaan als zich geen amfibieën meer in de poel bevinden. Een deel van de poel wordt daarbij bovendien onberoerd gelaten.